# Torchy the Battery Boy
Torchy the Battery Boy ist eine britische Kinderfernsehserie mit Fantasy-Elementen von Gerry Anderson aus dem Jahre 1960, die in Zusammenarbeit mit der bekannten Autorin Roberta Leigh entstand. Die Zusammenarbeit zwischen Anderson und Leigh endete nach der ersten Staffel, die zweite Staffel wurde von Leigh in Zusammenarbeit mit Associated British Pathé unter der Regie von Vivian Milroy produziert.

## Handlung
Der alte irische Gentleman Mr. Bumbledrop lebt in einem Cottage mit einem hübschen Garten, in dem die Kinder aus der Nachbarschaft spielen dürfen. Sein Mitbewohner ist der Uhrwerk-Pudel Pom-Pom, den Mr. Bumbledrop selbst konstruiert hat. Besonders gern spielen die Kinder im Garten mit ihren Spielzeugdrachen.
Eines Tages kommt Bossy Boots, die Anführerin der Kinder, auf die Idee, ihre Spielzeuge an den Drachen aufsteigen zu lassen. Pom-Pom warnt sie, da die Drachen bei dem starken Wind wegfliegen könnten, doch sie hören nicht auf ihn. Ein plötzlicher Sturmwind reißt den Kindern die Drachenleinen aus der Hand. Pom-Pom versucht noch, Bossy Boots Leine festzuhalten, wird aber von dem Sturm mitgerissen. Die Drachen und die Spielzeuge wehen davon. Die Kinder ärgern sich und wollen nicht mehr im Garten von Mr. Bumbledrop spielen, obwohl es ihre Schuld ist, dass die Spielzeuge verschwunden sind.
Mr. Bumbledrop ist über den Verlust von Pom-Pom und den Spielzeugen sehr traurig. Über Nacht konstruiert er den Uhrwerk-Jungen Torchy, der eine fest eingebaute Lampe (englisch torch u. a. ‚Taschenlampe‘) auf der Stirn besitzt. Als Torchy aufwacht, stellt sich heraus, dass die Lampe einen magischen Strahl mit Röntgenstrahlenqualität besitzt. Torchy entdeckt einen Stern, auf dem Pom-Pom mit den Drachen gelandet ist.
Um Pom-Pom und das Spielzeug von dem Stern herunterzuholen, baut Mr. Bumbledrop Torchy eine Weltraumrakete. Torchy landet auf dem Stern und befindet sich nun im Topsy-Turvy-Land, wo die Verhältnisse völlig anders sind als auf der Erde und wo das von den Erdenkindern misshandelte Spielzeug lebt. Da es den Spielsachen hier sehr gut geht, wollen sie nicht auf die Erde zurückkehren, zumal sie dort wieder in ihren ursprünglichen Zustand als tote Gegenstände annehmen würden.
Torchy lernt in Topsy-Turvy-Land eigenartige Charaktere kennen, mit denen er Abenteuer besteht: König Dithers, den Herrscher des Landes, der im Orangenschalenpalast lebt, Squish, den Weltraumjungen, der aus einem Land namens Amerika kommt und eine Wasserpistole besitzt, den Lumpenpuppenpiraten Pongo, der ein Piratenschiff aus Grapefruitschalen führt, Flopsy, die vergessliche Lumpenpuppe, Pilliweg, den Spielzeugclown und Sparky, den Babydrachen.
Torchy lebt in Frutown, aber er und Pom-Pom müssen auf die Erde zurückkehren, da sie aufgezogen werden müssen und Torchys Batterie aufgeladen werden muss. Eines Tages landet auf dem Stern auch Bossy Boots, die nicht immer freundlich zu Erwachsenen ist, so dass Torchy versucht, ihr Benehmen zu verbessern.

## Produktionsgeschichte
Die Idee zur Serie stammte von Roberta Leigh, die auch sämtliche Drehbücher verfasste. Regie in den ersten 26 Episoden führte ausschließlich Anderson. Leigh textete für jede Episode einen Song, der von Barry Gray vertont wurde. Die Dreharbeiten fanden im Winter 1958/59 statt, als das Themsetal zeitweise stark überschwemmt wurde und das Studio nur per Boot zu erreichen war.
Die Puppen wurde sämtlich in der Garage von Christine Glenvilles Eltern produziert, wobei ihr Vater das Holz schnitzte und ihre Mutter die Kleider nähte. In dieser Serie wurde zum ersten Mal die automatische Lippensynchronisation verwandt, die in späteren Serien Andersons perfektioniert wurde.